# European Le Mans Series 2023
Navigation
Édition précédente Édition suivante
L'European Le Mans Series 2023 (ELMS) est la vingtième saison du championnat européen d'endurance automobile.

## Calendrier
Le 22 septembre 2022, lors des 4 Heures de Spa-Francorchamps, l'ACO dévoile le calendrier de la saison 2023 de l'European Le Mans Series. Par rapport à la saison 2022, le championnat comporte une manche supplémentaire en Espagne sur le Circuit Motorland Aragon, remplaçant ainsi la manche s'étant déroulée la saison précédente sur le Circuit de Monza. Cette manche se déroulera sur un week-end restreint de deux jours avec une arrivée de nuit. La dernière manche se déroulant sur l'Autódromo Internacional do Algarve est programmée à la même date que la dernière manche du WeatherTech SportsCar Championship 2023, le Petit Le Mans 2023,.
Le 8 octobre 2022, l'ACO annonce que la finale du championnat European Le Mans Series 2023 sera décalée d'une semaine, et qu'elle se tiendra donc du 20 au 22 octobre afin d'éviter le conflit cité ci-dessus.
Le 11 avril 2023, l'ACO annonce que les 4 Heures d'Imola seront reportées en raison des retards pris par les travaux lancés par la Formule 1 sur le circuit. Finalement, le 14 avril 2023, l'ACO annonce que le championnat se rendra au Portugal pour deux courses à Portimão en guise de Super Finale.
| N° | Date         | Nom de la Course              | Durée    | Circuit                            | Lieu          | État, Pays |
| -- | ------------ | ----------------------------- | -------- | ---------------------------------- | ------------- | ---------- |
| 1  | 23 avril     | 4 Heures de Barcelone         | 4 Heures | Circuit de Barcelone               | Montmeló      | Espagne    |
| 2  | 16 juillet   | 4 Heures du Castellet         | 4 Heures | Circuit Paul Ricard                | Le Castellet  | France     |
| 3  | 26 août      | 4 Heures de Aragon            | 4 Heures | Circuit Motorland Aragon           | Montmeló      | Espagne    |
| 4  | 24 septembre | 4 Heures de Spa-Francorchamps | 4 Heures | Circuit de Spa-Francorchamps       | Francorchamps | Belgique   |
| 5  | 21 octobre   | 4 Heures de Algarve           | 4 Heures | Autódromo Internacional do Algarve | Portimão      | Portugal   |
| 6  | 22 octobre   | 4 Heures de Portimão          | 4 Heures | Autódromo Internacional do Algarve | Portimão      | Portugal   |

## Engagés

### LMP2
Toutes les voitures utilisent un moteur Gibson GK428 4,2 l V8 atmosphérique et sont chaussées de pneumatiques Goodyear.
| N° | Pays                   | Écurie                    | Voiture           | Pneu | Classe            | Pilote 1                        | Pilote 2                    | Pilote 3                    |
| -- | ---------------------- | ------------------------- | ----------------- | ---- | ----------------- | ------------------------------- | --------------------------- | --------------------------- |
| 3  |                        | DKR Engineering           | Oreca 07 - Gibson | G    | PA                | Sebastián Álvarez (en) (Toutes) | Nathanaël Berthon (Toutes)  | Tom van Rompuy (1–2, 4–6)   |
| 3  | Andreas Laskaratos (3) | DKR Engineering           | Oreca 07 - Gibson | G    | PA                |                                 |                             |                             |
| 19 |                        | Team Virage               | Oreca 07 - Gibson | G    | PA                | Tatiana Calderón (Toutes)       | Ian Rodríguez (en) (Toutes) | Rob Hodes (1)               |
| 19 | Dennis Andersen (1)    | Team Virage               | Oreca 07 - Gibson | G    | PA                | Alexander Mattschull (de) (2–6) |                             |                             |
| 20 |                        | Algarve Pro Racing        | Oreca 07 - Gibson | G    | PA                | Fred Poordad (de) (Toutes)      | Tristan Vautier (Toutes)    | Jack Hawksworth (1–2, 5–6)  |
| 20 | Bent Viscaal (3–4)     | Algarve Pro Racing        | Oreca 07 - Gibson | G    | PA                |                                 |                             |                             |
| 21 |                        | United Autosports USA     | Oreca 07 - Gibson | G    | PA                | Andy Meyrick (Toutes)           | Daniel Schneider (Toutes)   | Nelson Piquet Jr (1–2, 4–6) |
| 21 | Filipe Albuquerque (3) | United Autosports USA     | Oreca 07 - Gibson | G    | PA                |                                 |                             |                             |
| 22 |                        | United Autosports USA     | Oreca 07 - Gibson | G    | P2                | Phil Hanson (Toutes)            | Oliver Jarvis (Toutes)      | Marino Sato (Toutes)        |
| 23 |                        | United Autosports USA     | Oreca 07 - Gibson | G    | PA                | Paul di Resta (1-2)             | Jim McGuire (1-2)           | Guy Smith (1-2)             |
| 23 | P2                     | United Autosports USA     | Oreca 07 - Gibson | G    | Paul di Resta (3) | Garnet Patterson (3)            | Guy Smith (3)               |                             |
| 24 |                        | Nielsen Racing            | Oreca 07 - Gibson | G    | PA                | Mathias Beche (Toutes)          | Ben Hanley (Toutes)         | Rodrigo Sales (Toutes)      |
| 25 |                        | Algarve Pro Racing        | Oreca 07 - Gibson | G    | P2                | James Allen (Toutes)            | Alex Lynn (Toutes)          | Kyffin Simpson (Toutes)     |
| 28 |                        | IDEC Sport                | Oreca 07 - Gibson | G    | P2                | Paul-Loup Chatin (Toutes)       | Laurents Hörr (Toutes)      | Paul Lafargue (Toutes)      |
| 30 |                        | Duqueine Team             | Oreca 07 - Gibson | G    | P2                | René Binder (Toutes)            | Neel Jani (Toutes)          | Nico Pino (Toutes)          |
| 34 |                        | Racing Team Turkey        | Oreca 07 - Gibson | G    | PA                | Louis Delétraz (Toutes)         | Charlie Eastwood (Toutes)   | Salih Yoluç (Toutes)        |
| 37 |                        | Cool Racing               | Oreca 07 - Gibson | G    | PA                | Alexandre Coigny (Toutes)       | Malthe Jakobsen (Toutes)    | Nicolas Lapierre (Toutes)   |
| 43 |                        | Inter Europol Competition | Oreca 07 - Gibson | G    | P2                | Jonathan Aberdein (Toutes)      | Rui Andrade (Toutes)        | Olli Caldwell (Toutes)      |
| 47 |                        | Cool Racing               | Oreca 07 - Gibson | G    | P2                | Reshad de Gerus (Toutes)        | Vladislav Lomko (Toutes)    | José María López (Toutes)   |
| 65 |                        | Panis Racing              | Oreca 07 - Gibson | G    | P2                | Tijmen van der Helm (Toutes)    | Manuel Maldonado (Toutes)   | Job van Uitert (Toutes)     |
| 81 |                        | DragonSpeed USA           | Oreca 07 - Gibson | G    | PA                | Henrik Hedman (Toutes)          | Juan Pablo Montoya (Toutes) | Sebastián Montoya (Toutes)  |
| 83 |                        | AF Corse                  | Oreca 07 - Gibson | G    | PA                | François Perrodo (Toutes)       | Matthieu Vaxiviere (Toutes) | Ben Barnicoat (1–2, 5–6)    |
| 83 | Alessio Rovera (3-4)   | AF Corse                  | Oreca 07 - Gibson | G    | PA                |                                 |                             |                             |
| 99 |                        | Proton Competition        | Oreca 07 - Gibson | G    | PA                | Jonas Ried(Toutes)              | Giorgio Roda(Toutes)        | Gianmaria Bruni(1–4)        |
| 99 | Bent Viscaal (5-6)     | Proton Competition        | Oreca 07 - Gibson | G    | PA                |                                 |                             |                             |

### LMP3
Toutes les voitures ont un moteur Nissan VK56 5,6 l V8 Atmo et sont chaussées de pneumatiques Michelin.
| N° | Pays                | Écurie                    | Voiture                     | Pneu | Pilote 1                           | Pilote 2                       | Pilote 3                     |
| -- | ------------------- | ------------------------- | --------------------------- | ---- | ---------------------------------- | ------------------------------ | ---------------------------- |
| 4  |                     | DKR Engineering           | Duqueine M30 - D08 - Nissan | M    | Alexander Bukhantsov (Toutes)      | Pedro Perino (Toutes)          | James Winslow (Toutes)       |
| 5  |                     | RLR M Sport               | Ligier JS P320 - Nissan     | M    | James Dayson (Toutes)              | Valdemar Eriksen (Toutes)      | Jack Manchester (Toutes)     |
| 7  |                     | Nielsen Racing            | Ligier JS P320 - Nissan     | M    | Ryan Harper-Ellam (Toutes)         | Anthony Wells (Toutes)         |                              |
| 8  |                     | Team Virage               | Ligier JS P320 - Nissan     | M    | Nick Adcock (Toutes)               | Manuel Espirito Sanro (Toutes) | Michael Jensen (Toutes)      |
| 10 |                     | EuroInternational         | Ligier JS P320 - Nissan     | M    | Glenn van Berlo (en) (1–4)         | Nick Moss (1)                  | Matthias Lüthen (en) (2-3)   |
| 10 | François Hériau (4) | EuroInternational         | Ligier JS P320 - Nissan     | M    |                                    |                                |                              |
| 11 |                     | EuroInternational         | Ligier JS P320 - Nissan     | M    | Adam Al (Toutes)                   | Matthew Richard Bell (Toutes)  |                              |
| 12 |                     | WTM par Rinaldi Racing    | Duqueine M30 - D08 - Nissan | M    | Torsten Kratz (Toutes)             | Óscar Tunjo (Toutes)           | Leonard Weiss (Toutes)       |
| 13 |                     | Inter Europol Competition | Ligier JS P320 - Nissan     | M    | Kai Askey (Toutes)                 | Wyatt Brichacek (en) (Toutes)  | Miguel Cristóvão (Toutes)    |
| 15 |                     | RLR M Sport               | Ligier JS P320 - Nissan     | M    | Horst Felbermayr (Toutes)          | Gael Julien (Toutes)           | Mateusz Kaprzyk (Toutes)     |
| 17 |                     | Cool Racing               | Ligier JS P320 - Nissan     | M    | Adrien Chila (Toutes)              | Alex García (en) (Toutes)      | Marcos Siebert (Toutes)      |
| 31 |                     | Racing Spirit of Léman    | Ligier JS P320 - Nissan     | M    | Antoine Doquin (Toutes)            | Jean-Ludovic Foubert (Toutes)  | Fabien Micha (1)             |
| 31 | Jacques Wolff (2–6) | Racing Spirit of Léman    | Ligier JS P320 - Nissan     | M    |                                    |                                |                              |
| 35 |                     | Ultimate                  | Ligier JS P320 - Nissan     | M    | Jean-Baptiste Lahaye (de) (Toutes) | Matthieu Lahaye (Toutes)       | Eric Trouillet (de) (Toutes) |

### LMGTE
Toutes les voitures sont chaussées de pneumatiques Goodyear.
| N° | Pays                  | Écurie             | Voiture                      | Pneu | Pilote 1                          | Pilote 2                     | Pilote 3                   |
| -- | --------------------- | ------------------ | ---------------------------- | ---- | --------------------------------- | ---------------------------- | -------------------------- |
| 16 |                       | Proton Competition | Porsche 911 RSR-19           | G    | Ethan Picco (Toutes)              | Alessio Picariello (Toutes)  | Zacharie Robichon (Toutes) |
| 44 |                       | GMB Motorsport     | Aston Martin Vantage AMR GTE | G    | Gustav Birch (Toutes)             | Jens Møller (Toutes)         | Nicki Thiim (Toutes)       |
| 50 |                       | Formula Racing     | Ferrari 488 GTE Evo          | G    | Conrad Laursen (Toutes)           | Johnny Laursen (Toutes)      | Mikkel Mac (1)             |
| 50 | Nicklas Nielsen (2–6) | Formula Racing     | Ferrari 488 GTE Evo          | G    |                                   |                              |                            |
| 51 |                       | AF Corse           | Ferrari 488 GTE Evo          | G    | Rui Águas (Toutes)                | Ulysse de Pauw (en) (Toutes) | Kriton Lentoudis (Toutes)  |
| 55 |                       | Spirit of Race     | Ferrari 488 GTE Evo          | G    | Duncan Cameron (Toutes)           | Matthew Griffin (Toutes)     | David Perel (Toutes)       |
| 57 |                       | Kessel Racing      | Ferrari 488 GTE Evo          | G    | Gregory Huffaker II (en) (Toutes) | Takeshi Kimura (Toutes)      | Frederik Schandorff (1–2)  |
| 57 | Davide Rigon (3)      | Kessel Racing      | Ferrari 488 GTE Evo          | G    | Daniel Serra (4̈-6)                |                              |                            |
| 60 |                       | Iron Lynx          | Porsche 911 RSR-19           | G    | Matteo Cairoli (Toutes)           | Matteo Cressoni (Toutes)     | Claudio Schiavoni (Toutes) |
| 66 |                       | JMW Motorsport     | Ferrari 488 GTE Evo          | G    | Martin Berry (Toutes)             | Lorcan Hanafin (Toutes)      | Jon Lancaster (Toutes)     |
| 72 |                       | TF Sport           | Aston Martin Vantage AMR     | G    | Valentin Hasse-Clot (de) (Toutes) | Arnold Robin (Toutes)        | Maxime Robin (de) (Toutes) |
| 77 |                       | Proton Competition | Porsche 911 RSR-19           | G    | Christian Ried (Toutes)           | Giammarco Levorato (Toutes)  | Julien Andlauer (Toutes)   |
| 93 |                       | Proton Competition | Porsche 911 RSR-19           | G    | Michael Fassbender (Toutes)       | Richard Lietz (Toutes)       | Martin Rump (Toutes)       |
| 95 |                       | TF Sport           | Aston Martin Vantage AMR     | G    | Jonathan Adam (Toutes)            | John Hartshorne (Toutes)     | Ben Tuck (Toutes)          |

## Résumé

### 4 Heures de Barcelone

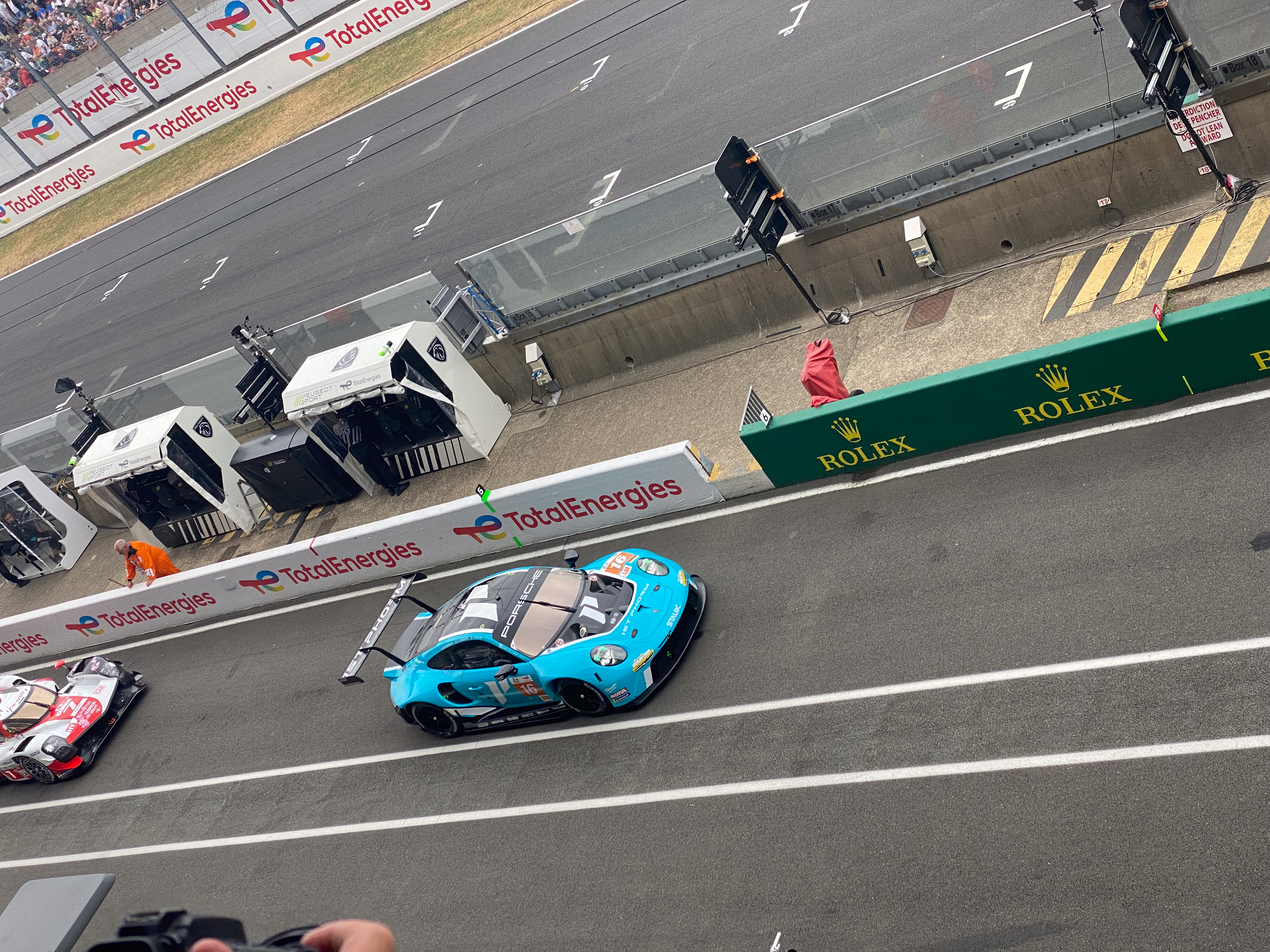
Porsche 911 RSR-19 n°16 de l'écurie allemande Proton Competition

La catégorie LMP2 et le classement général des 4 Heures de Barcelone ont été remportés par l'Oreca 07 de l'écurie française Duqueine Team pilotée par Nico Pino, René Binder et Neel Jani.
La catégorie LMP2 Pro/Am a été remportée par l'Oreca 07 de l'écurie turque Racing Team Turkey pilotée par Salih Yoluç, Charlie Eastwood et Louis Delétraz.
La catégorie LMP3 a été remportée par la Ligier JS P320 de l'écurie suisse Cool Racing pilotée par Adrien Chila, Marcos Siebertet Alex García (en).
La catégorie LMGTE a été remportée par la Porsche 911 RSR-19 de l'écurie allemande Proton Competition pilotée par Ryan Hardwick, Zacharie Robichon et Alessio Picariello.

### 4 Heures du Castellet

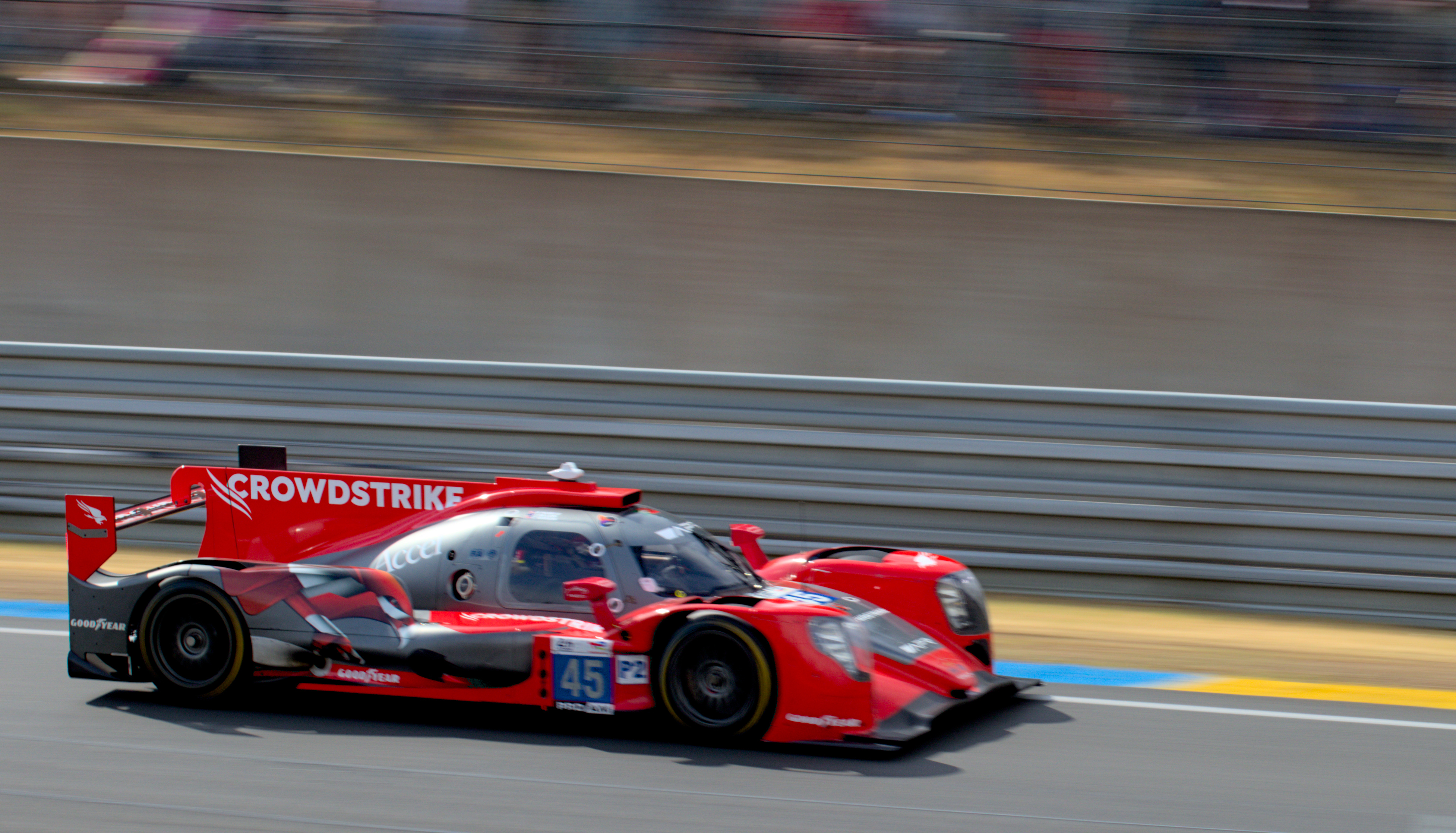
Oreca 07 de l'écurie portugaise Algarve Pro Racing

La catégorie LMP2 et le classement général des 4 Heures du Castellet ont été remportés par l'Oreca 07 de l'écurie portugaise Algarve Pro Racing pilotée par Kyffin Simpson, James Allen et Alexander Lynn.
La catégorie LMP2 Pro/Am a été remportée par l'Oreca 07 de l'écurie turque Racing Team Turkey pilotée par Salih Yoluç, Charlie Eastwood et Louis Delétraz.
La catégorie LMP3 a été remportée par la Ligier JS P320 de l'écurie suisse Racing Spirit of Léman pilotée par Jacques Wolff, Jean-Ludovic Foubert et Antoine Doquin.
La catégorie LMGTE a été remportée par la Porsche 911 RSR-19 de l'écurie allemande Proton Competition pilotée par Christian Ried, Giammarco Levorato et Julien Andlauer.

### 4 Heures de l'Aragon

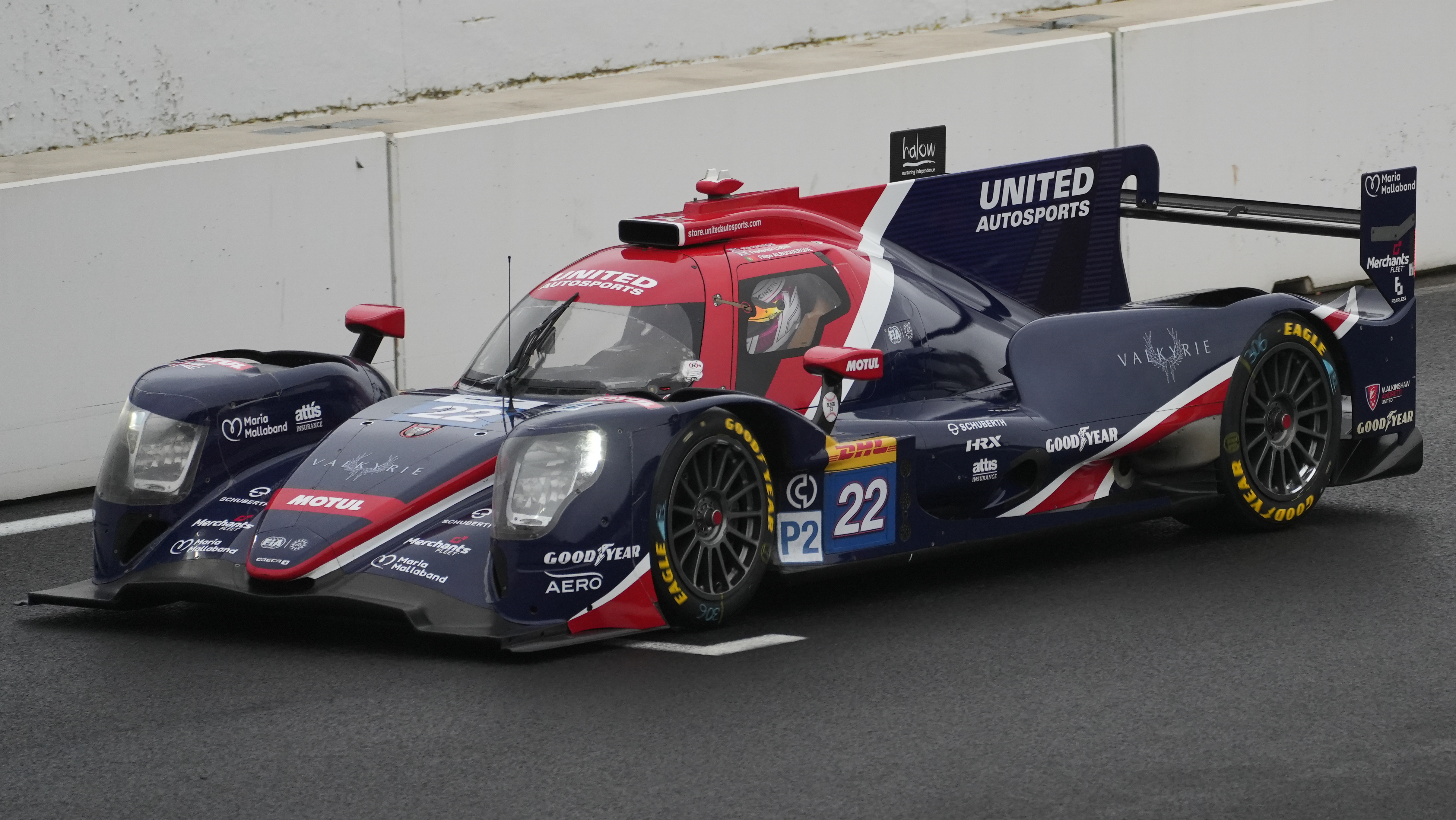
l'Oreca 07 n°22 de l'écurie américaine United Autosports USA

La catégorie LMP2 et le classement général des 4 Heures de l'Aragon ont été remportés par l'Oreca 07 de l'écurie américaine United Autosports USA pilotée par Marino Sato, Phil Hanson et Oliver Jarvis.
La catégorie LMP2 Pro/Am a été remportée par l'Oreca 07 de l'écurie italienne AF Corse pilotée par François Perrodo, Matthieu Vaxivière et Alessio Rovera.
La catégorie LMP3 a été remportée par la Ligier JS P320 de l'écurie suisse Cool Racing pilotée par Adrien Chila, Marcos Siebert et Alex García (en).
La catégorie LMGTE a été remportée par la Ferrari 488 GTE Evo de l'écurie suisse Kessel Racing pilotée par Takeshi Kimura, Gregory Huffaker II (en) et Davide Rigon.

### 4 Heures du spa Francorchamps

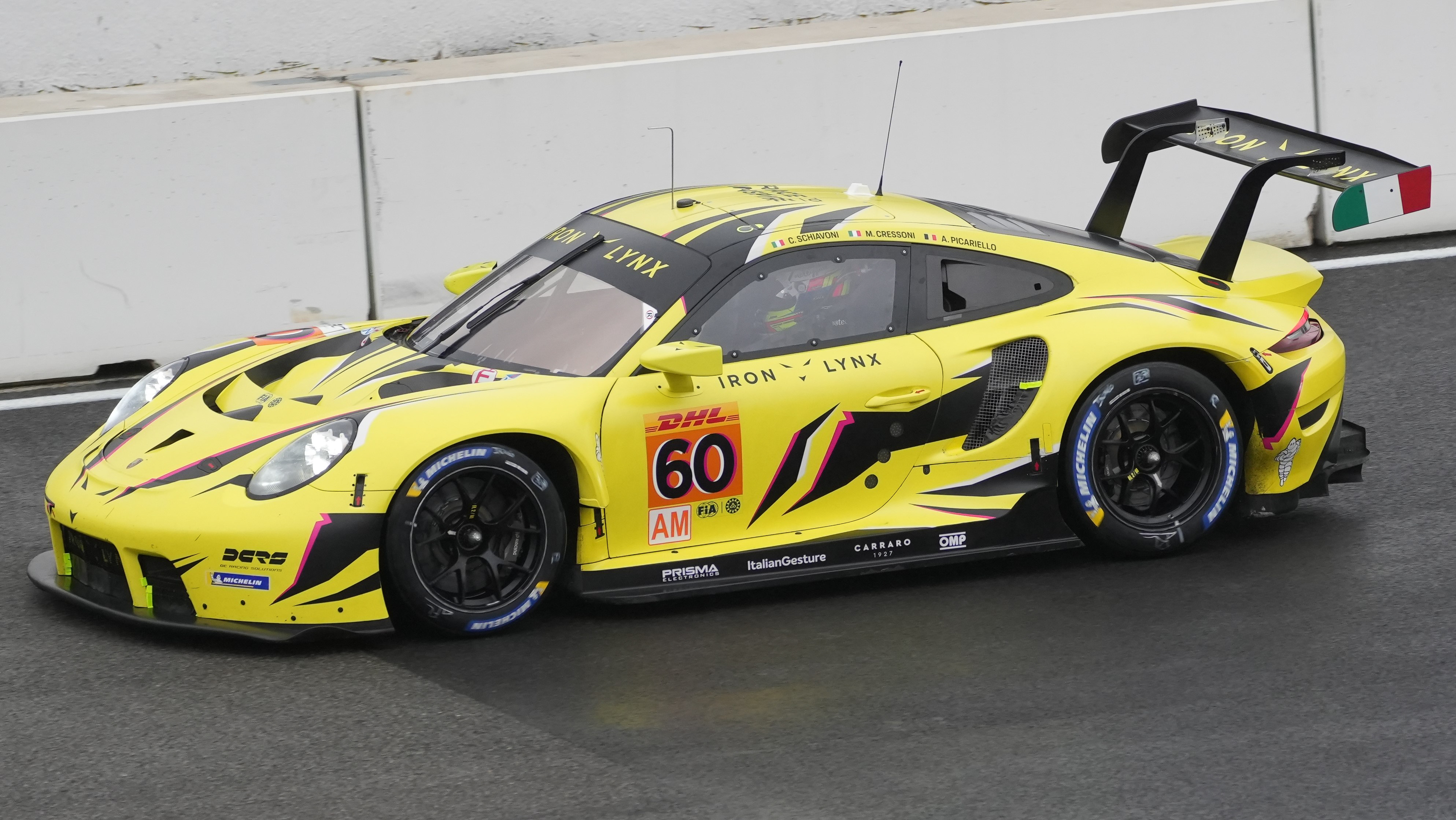
La Porsche 911 RSR-19 n̟60 de l'écurie italienne Iron Lynx

La catégorie LMP2 et le classement général des 4 Heures du spa Francorchamps ont été remportés par l'Oreca 07 de l'écurie portugaise Algarve Pro Racing pilotée par Kyffin Simpson, James Allen et Alexander Lynn.
La catégorie LMP2 Pro/Am a été remportée par l'Oreca 07 de l'écurie suisse Cool Racing pilotée par Alexandre Coigny, Malthe Jakobsen et Nicolas Lapierre.
La catégorie LMP3 a été remportée par la Ligier JS P320 de l'écurie suisse Racing Spirit of Léman pilotée par Jacques Wolff, Jean-Ludovic Foubert et Antoine Doquin.
La catégorie LMGTE a été remportée par la Porsche 911 RSR-19 de l'écurie italienne Iron Lynx pilotée par Claudio Schiavoni, Matteo Cressoni et Matteo Cairoli.

### 4 Heures de l'Algarve

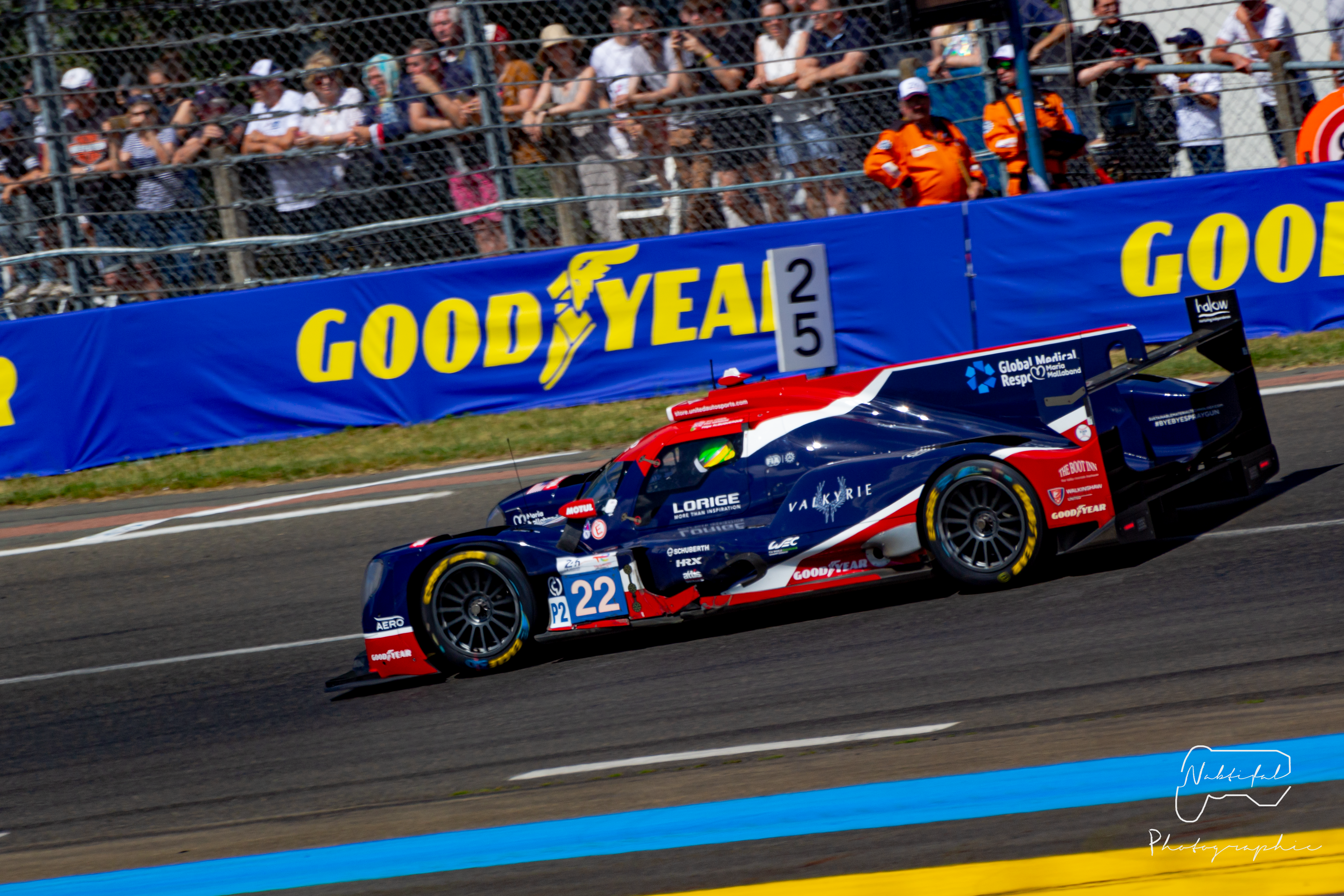
l'Oreca 07 n°22 de l'écurie américaine United Autosports USA

La catégorie LMP2 et le classement général des 4 Heures de l'Algarve ont été remportés par l'Oreca 07 de l'écurie américaine United Autosports USA pilotée par Marino Sato, Phil Hanson et Oliver Jarvis.
La catégorie LMP2 Pro/Am a été remportée par l'Oreca 07 de l'écurie suisse Cool Racing pilotée par Alexandre Coigny, Malthe Jakobsen et Nicolas Lapierre.
La catégorie LMP3 a été remportée par la Duqueine M30 - D08  de l'écurie allemande WTM par Rinaldi Racing pilotée par Torsten Kratz, Leonard Weiss et Óscar Tunjo.
La catégorie LMGTE a été remportée par la Porsche 911 RSR-19 de l'écurie allemande Proton Competition pilotée par Christian Ried, Giammarco Levorato et Julien Andlauer.

### 4 Heures de Portimão

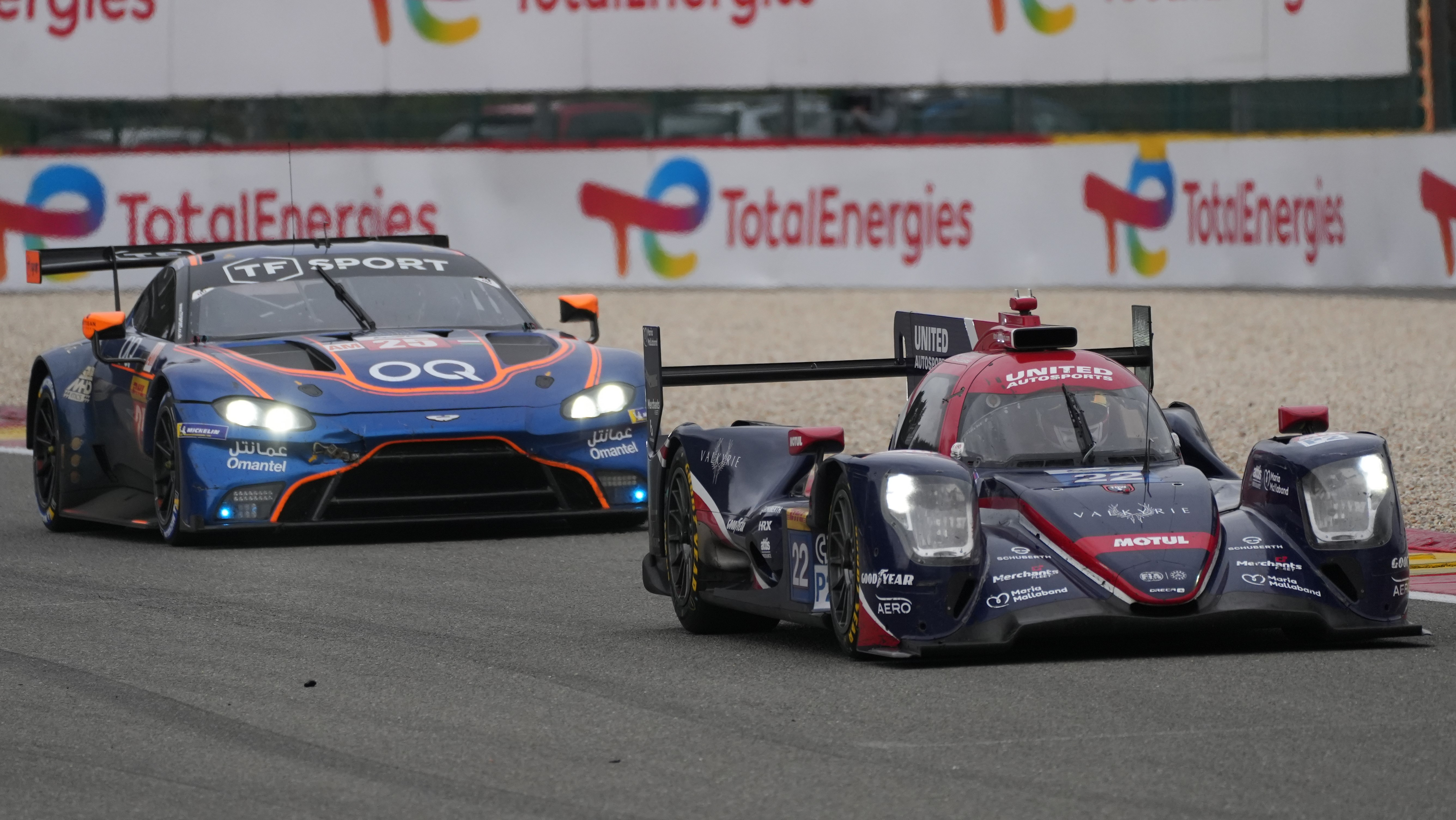
l'Oreca 07 n°22 de l'écurie américaine United Autosports USA

La catégorie LMP2 et le classement général des 4 Heures de l'Algarve ont été remportés par l'Oreca 07 de l'écurie américaine United Autosports USA pilotée par Marino Sato, Phil Hanson et Oliver Jarvis.
La catégorie LMP2 Pro/Am a été remportée par l'Oreca 07 de l'écurie italienne AF Corse pilotée par François Perrodo, Matthieu Vaxivière et Ben Barnicoat.
La catégorie LMP3 a été remportée par la Ligier JS P320  de l'écurie italienne WTM par EuroInternational pilotée par Matthew Richard Bell et Adam Ali.
La catégorie LMGTE a été remportée par la Porsche 911 RSR-19 de l'écurie allemande Proton Competition pilotée par Ryan Hardwick, Zacharie Robichon et Alessio Picariello.

## Résultats
En gras le vainqueur de la course.
| no | Course                        | Écurie victorieuse LMP2                   | Écurie victorieuse LMP2 Pro/Am                     | Écurie victorieuse LMP3                           | Écurie victorieuse GTE                               | Résultats |
| no | Course                        | Pilotes victorieux LMP2                   | Pilotes victorieux LMP2 Pro/Am                     | Pilotes victorieux LMP3                           | Pilotes victorieux GTE                               | Résultats |
| -- | ----------------------------- | ----------------------------------------- | -------------------------------------------------- | ------------------------------------------------- | ---------------------------------------------------- | --------- |
| 1  | 4 Heures de Barcelone         | Duqueine Team                             | Racing Team Turkey                                 | Cool Racing                                       | Proton Competition                                   | Résultats |
| 1  | 4 Heures de Barcelone         | Nico Pino René Binder Neel Jani           | Salih Yoluç Charlie Eastwood Louis Delétraz        | Adrien Chila Marcos Siebert Alex García (en)      | Ryan Hardwick Zacharie Robichon Alessio Picariello   | Résultats |
| 2  | 4 Heures du Castellet         | Algarve Pro Racing                        | Racing Team Turkey                                 | Racing Spirit of Léman                            | Proton Competition                                   | Résultats |
| 2  | 4 Heures du Castellet         | Kyffin Simpson James Allen Alexander Lynn | Salih Yoluç Charlie Eastwood Louis Delétraz        | Jacques Wolff Jean-Ludovic Foubert Antoine Doquin | Christian Ried Giammarco Levorato Julien Andlauer    | Résultats |
| 3  | 4 Heures de l'Aragon          | United Autosports USA                     | AF Corse                                           | Cool Racing                                       | Kessel Racing                                        | Résultats |
| 3  | 4 Heures de l'Aragon          | Marino Sato Phil Hanson Oliver Jarvis     | François Perrodo Matthieu Vaxivière Alessio Rovera | Adrien Chila Marcos Siebert Alex García (en)      | Takeshi Kimura Gregory Huffaker II (en) Davide Rigon | Résultats |
| 4  | 4 Heures de Spa-Francorchamps | Algarve Pro Racing                        | Cool Racing                                        | Cool Racing                                       | Iron Lynx                                            | Résultats |
| 4  | 4 Heures de Spa-Francorchamps | Kyffin Simpson James Allen Alexander Lynn | Alexandre Coigny Malthe Jakobsen Nicolas Lapierre  | Adrien Chila Marcos Siebert Alex García (en)      | Claudio Schiavoni Matteo Cressoni Matteo Cairoli     | Résultats |
| 5  | 4 Heures de Algarve           | United Autosports USA                     | Cool Racing                                        | WTM par Rinaldi Racing                            | Proton Competition                                   | Résultats |
| 5  | 4 Heures de Algarve           | Marino Sato Phil Hanson Oliver Jarvis     | Alexandre Coigny Malthe Jakobsen Nicolas Lapierre  | Torsten Kratz Leonard Weiss Óscar Tunjo           | Christian Ried Giammarco Levorato Julien Andlauer    | Résultats |
| 6  | 4 Heures de Portimão          | United Autosports USA                     | AF Corse                                           | Eurointernational                                 | Proton Competition                                   | Résultats |
| 6  | 4 Heures de Portimão          | Marino Sato Phil Hanson Oliver Jarvis     | François Perrodo Matthieu Vaxivière Ben Barnicoat  | Matthew Richard Bell Adam Ali                     | Ryan Hardwick Zacharie Robichon Alessio Picariello   | Résultats |

## Classements

### Attribution des points
| Système des points | Système des points | Système des points | Système des points | Système des points | Système des points | Système des points | Système des points | Système des points | Système des points | Système des points | Système des points |
| Position           | 1er                | 2e                 | 3e                 | 4e                 | 5e                 | 6e                 | 7e                 | 8e                 | 9e                 | 10e                | Pole               |
| ------------------ | ------------------ | ------------------ | ------------------ | ------------------ | ------------------ | ------------------ | ------------------ | ------------------ | ------------------ | ------------------ | ------------------ |
| Points             | 25                 | 18                 | 15                 | 12                 | 10                 | 8                  | 6                  | 4                  | 2                  | 1                  | 1                  |